# Creative Assembly
Creative Assembly, de son nom complet The Creative Assembly Limited, est un studio britannique de développement de jeu vidéo fondé en 1987 par Tim Ansell, et situé à Horsham dans le Sussex de l'Ouest. Le studio est principalement connu pour sa série Total War.

## Historique du studio
Après la réalisation de divers portages de jeux sur DOS, Amiga et ZX Spectrum lors de ses débuts (dont Shadow of the Beast, distribué par Psygnosis), puis une période consacrée aux jeux de sports (notamment FIFA International Soccer distribué par EA Sports), le studio s'est ensuite reconverti dans le jeu de stratégie mélangeant à la fois le tour par tour et le temps réel avec sa série phare : Total War.
Creative Assembly est racheté par Sega le 8 mars 2005.
Le 6 décembre 2012, le studio annonce un partenariat avec Games Workshop pour créer des jeux sur la franchise Warhammer

## Jeux développés
| Titre                                      | Année  | Plates-formes                                       |
| ------------------------------------------ | ------ | --------------------------------------------------- |
| Stunt Car Racer                            | 1989   | DOS                                                 |
| Shadow of the Beast                        | 1991   | FM Towns                                            |
| FIFA International Soccer                  | 1993   | DOS, Amiga                                          |
| Microcosm                                  | 1994   | DOS                                                 |
| Rugby World Cup 95                         | 1994   | DOS                                                 |
| ARL 96                                     | 1996   | DOS, Windows                                        |
| International Rugby League                 | 1996   | DOS, Windows                                        |
| AFL 98                                     | 1998   | Windows                                             |
| ICC Cricket World Cup England 99           | 1999   | Windows                                             |
| Cricket 2000                               | 2000   | Windows                                             |
| Shogun: Total War                          | 2000   | Windows                                             |
| Rugby 2001                                 | 2000   | PlayStation 2                                       |
| Shogun: Total War - The Mongol Invasion    | 2001   | Windows                                             |
| Medieval: Total War                        | 2002   | Windows                                             |
| Medieval: Total War – Viking Invasion      | 2003   | Windows                                             |
| Rome: Total War                            | 2004   | Windows                                             |
| Rome: Total War: Barbarian Invasion        | 2005   | Windows                                             |
| Spartan: Total Warrior                     | 2005   | GameCube, PlayStation 2, Xbox                       |
| Rome: Total War: Alexandre                 | 2006   | Windows                                             |
| Medieval 2: Total War                      | 2006   | Windows                                             |
| Medieval 2: Total War Kingdoms             | 2007   | Windows                                             |
| Viking: Battle for Asgard                  | 2008   | PlayStation 3, Windows, Xbox 360                    |
| Empire: Total War                          | 2009   | Windows                                             |
| Stormrise                                  | 2009   | PlayStation 3, Windows, Xbox 360                    |
| Napoleon: Total War                        | 2010   | Windows                                             |
| Sonic Classic Collection                   | 2010   | Nintendo DS                                         |
| Total War: Shogun 2                        | 2011   | Windows                                             |
| Total War: Shogun 2 - La Fin des samouraïs | 2012   | Windows                                             |
| Total War: Rome 2                          | 2013   | Windows                                             |
| Alien: Isolation                           | 2014   | PS3, PS4, Windows, Linux, MacOS, Xbox 360, Xbox One |
| Total War: Attila                          | 2015   | Windows                                             |
| Total War: Warhammer                       | 2016   | Windows                                             |
| Halo Wars 2                                | 2016   | Windows, Xbox One                                   |
| Total War: Warhammer 2                     | 2017   | Windows                                             |
| Total War Saga: Thrones of Britannia       | 2018   | Windows                                             |
| Total War: Three Kingdoms                  | 2019   | Windows                                             |
| Total War Saga: Troy                       | 2020   | Windows                                             |
| Total War: Arena                           | NC     | Windows                                             |
| Total War: Warhammer 3                     | 2022   | Windows                                             |
| Hyenas                                     | Annulé | Windows, Xbox One, Xbox Series, PS4, PS5            |
| Total War: Pharaoh                         | 2023   | Windows                                             |
| Suite de Alien: Isolation                  | TBA    | TBA                                                 |